# Sablatnig SF 1
Die Sablatnig SF 1 war ein deutsches Seeflugzeug des Ersten Weltkriegs und der erste für die Kaiserliche Marine entworfene Typ des Flugzeugkonstrukteurs und Piloten Josef Sablatnig. Nach der damals ausgegebenen Musterzuordnung fiel sie in die Kategorie der B-Typen, also der „unbewaffneten, zweisitzigen Schwimmerflugzeuge“.

## Entwicklung
Josef Sablatnig meldete sich nach Kriegsausbruch freiwillig zur Marine und wurde im August 1914 der Seefliegerstation Kiel-Holtenau zugeteilt. Die Entwicklung der Marinefliegerei stand zu diesem Zeitpunkt noch in ihren Anfängen und Sablatnig, der als Konstrukteur schon einige Erfahrungen gesammelt hatte, erhielt aufgrund seiner Vorschläge für die Verbesserung der eingesetzten Flugzeugtypen zu Beginn des Jahres 1915 den Auftrag, versuchsweise ein geeignetes Muster zu entwickeln. Vom Militärdienst beurlaubt, wandte er sich mit seinen Entwürfen an die Firma Bootsbau Rethel in Berlin-Friedrichshagen mit der Bitte um Unterstützung beim Bau des anfangs als WF 1 bezeichneten Flugzeugs. Die dazugehörigen Metallkomponenten wurde von der Richard Goetze KG in Berlin-Treptow angefertigt. Am 26. August 1915 wurde die fertiggestellte SF 1 an die Marine übergeben und erhielt die Marinenummer 490. Im Oktober des Jahres wurden die Abnahmeflüge beim Seeflugzeug-Versuchskommando in Warnemünde durchgeführt und das Flugzeug anschließend hauptsächlich für Schulaufgaben geflogen. Die gelungene Konstruktion zog weitere Bestellungen nach sich, die zu dem in Serie gebauten Nachfolger SF 2 führten.

## Aufbau
Die SF 1 war ein zweistieliger, verspannter Doppeldecker in Holzbauweise mit Stoffbespannung. Das Tragwerk besaß eine Staffelung von 20°, eine Pfeilung von 3,5° und paarweise angeordnete I-Stiele. Als Besonderheit waren die hinteren Streben des Schwimmwerks mit starken Federn versehen, die beim Rollen auf dem Wasser durch das Eigengewicht des Flugzeugs zusammengedrückt wurden, aber beim Start den Anstellwinkel der beiden Schwimmer erhöhten, was zu einer Verkürzung der Startstrecke bei bewegter Wasseroberfläche beitragen sollte.

## Technische Daten
| Kenngröße             | Daten                                                                                     |
| --------------------- | ----------------------------------------------------------------------------------------- |
| Besatzung             | 2                                                                                         |
| Spannweite            | 19,1 m                                                                                    |
| Länge                 |                                                                                           |
| Höhe                  | 4,35 m                                                                                    |
| Leermasse             | 1015 kg                                                                                   |
| Startmasse            | 1650 kg                                                                                   |
| Antrieb               | ein wassergekühlter Sechszylinder-Reihenmotor mit starrer Integralluftschraube (Ø 2,80 m) |
| Typ                   | Mercedes D III                                                                            |
| Nennleistung          | 160 PS (118 kW) bei 1420/min                                                              |
| Höchstgeschwindigkeit | 125 km/h in Bodennähe                                                                     |
| Steigzeit             | 10 min auf 1000 m Höhe                                                                    |
| Bewaffnung            | –                                                                                         |